# احمتوکا، ادی‌یمن
احمتوکا، ادی‌یمن (به لاتین: Ahmethoca, Adıyaman) یک  Köy  در ترکیه است که در استان آدیامان واقع شده‌است.